# Sunday扮嘢王
《Sunday扮嘢王》（英語：Walk The Walk, Talk The Talk）是香港電視廣播有限公司製作的「扮嘢」綜藝節目，由薛家燕、王祖藍擔任主持。本節目於香港時間2014年7月27日起，逢星期日21:00-22:00於翡翠台和高清翡翠台播出，並於myTV提供節目重溫。節目於2014年萬千星輝頒獎典禮中獲得最佳綜藝節目以及最佳節目主持兩項大獎。2014TVB Amazing Summer綜藝節目之一。

## 節目簡介
TVB「扮嘢」奇才輩出，歷代「扮嘢王」如「秋官」鄭少秋、盧海鵬、「福祿壽」等，贏盡觀眾掌聲！為發掘新一代「扮嘢王」接棒，由「扮嘢」天后薛家燕與「百變」天王王祖藍主持的全新遊戲綜藝節目《Sunday扮嘢王》，召集全台「扮嘢」能手來個每週大比拼，更廣邀娛樂圈中好友盡情發揮「扮嘢」潛能，扮鬼扮馬，與觀眾一同輕鬆、歡笑放暑假！
兩位「扮嘢」主持每週均會分組比拼對壘！德高望重的「扮嘢」天后家燕姐率領王俊棠、魯振順、王維德、鄭世豪四位猛將，迎戰「百變」天王祖藍領軍的後起之秀，蝦頭、鄭欣宜、陳嘉佳（小寶）、何遠東、張致恆，兩隊「扮嘢高手」每週以兩至三個回合大鬥「扮嘢」絕技，爭奪代表著「扮嘢王」最高榮譽的黃金面具獎座，並由嘉賓評判及現場觀眾即場評分，累積分數最高一隊，即成為終極「扮嘢王」！
為了承傳「扮嘢」的優良傳統，節目特設「扮嘢生力軍」環節，每集網羅兩名精於「扮嘢之術」的歌手、藝人登台比拚，展現鮮為人知的「扮嘢」本領。家燕姐與祖藍會按照「生力軍」的臨場發揮及現場觀眾的評分，決定是否將其收歸旗下，還能將「生力軍」的得分加入「己隊」當晚總分，增強實力之餘，隨時扭轉形勢！

## 每集內容
| 集數 | 播映日期 | 主題                       | 嘉賓 | 獲勝隊伍 |
| 01   | 7月27日  | 「扮嘢」第一戰             | 狂派： - 王俊棠、王維德、魯振順 飾 天堂老鳥（模仿天堂鳥）、天堂鳥——《登陸太陽》 - 薛家燕 飾 J.E.N （模仿鄧紫棋）——《A.I.N.Y.》 搏派： - 蝦 頭 飾 一番娜（模仿王菀之）——《牛雜》（原曲：《留白》） - 王祖藍 飾 Daddy Robin（模仿泰迪羅賓）——《這是愛》 《扮嘢VIP》無啦啦主持：吳家樂 特別嘉賓：王菀之 ——《好時辰》 狂派搏派混合： - 王祖藍 飾 Daddy Robin（模仿泰迪羅賓）、薛家燕 飾 J.E.N （模仿鄧紫棋）——《要爭取快樂》 扮嘢新力軍： - 張振朗 模仿 顧夏陽 (張智霖飾)——《歲月如歌》 - 加入狂派 - 方紹聰 模仿 郭富城——《失憶諒解備忘錄》 - 進入扮嘢回收箱 孤獨評判團：王菀之 | 狂派     |
| 02   | 8月3日   | 當「MK-Pop」遇上「古惑佬」 | 狂派： - 鄭世豪 飾 來路荔枝（模仿萊昂納爾·里奇）、陳明恩 飾 玫瑰Diana（模仿戴安娜·羅斯）——《Endless Love》 - 王俊棠 飾 大飛、魯振順 飾 浩南、王維德 飾 靚坤（模仿古惑仔）——《友情歲月》 搏派： - 蝦 頭 飾 徐子蝦（模仿徐子珊）、鄭欣宜 飾 Hate（模仿徐子珊）——《Hit Me》 - 王祖藍 模仿 李昀致（Sky） 、張致恆 模仿 蔡子軒（Wave）、李豪 模仿 蘇曉陽（HiuYong） 合飾 飛夫（模仿Faith）、Faith——《Ma Ma Easy》 模仿趣劇《十月初五之衝上雲霄》： - 狂派：張振朗 飾 Cool魔（模仿顧夏陽 (張智霖飾)）、薛家燕 飾 Q姨（模仿朱莎嬌 (薛家燕飾)）、王維德飾 手語乘客、王俊棠 飾 鄭多墊（模仿鄭多燕）、魯振順 飾 Holiday（模仿何年希 (陳法拉飾)） - 搏派：張致恆 飾 空姐、鄭欣宜 飾 乘客甲、蝦頭 飾 乘客乙、小寶 飾 乘客丙、王祖藍 飾 君好（模仿祝君好 (佘詩曼飾)） 扮嘢新力軍： - 陳芷尤 飾 朱皮（模仿舒淇）——《夢中人》 - 加入搏派 - 許秉珩 模仿 黎明——《那有一天不想你》 - 加入狂派 孤獨評判團：謝天華 | 搏派     |
| 03   | 8月10日  | 「扮嘢新兵」加入戰團       | 狂派： - 許秉珩 飾 李蝦仁（模仿李家仁）、李家仁——《小明上廣州》 - 朱咪咪 飾 奀妮（模仿甄妮）——《夢想號黃包車》 搏派： - 蝦 頭 飾 麥瓊瓊（模仿麥玲玲）、姚兵 飾 6永（模仿陸永權）、C君、麥玲玲——《風生水起》 - 何遠東 飾 史力鴉（模仿史力加 (黃秋生配音)）、小寶 飾 廢corner公主（模仿費歐娜公主 (曾秀清配音)） 模仿趣劇《來自藍星的你》： - 狂派：薛家燕 飾 羊尾研（模仿楊美妍 (羅映姬飾)）、魯振順 飾 千頌A、鄭世豪 飾 千頌C、何傲兒 飾 千頌E女兒、朱咪咪 飾 千頌E（模仿千頌伊 (全智賢飾)）、王維德 飾 BabySummer（模仿夏韶聲） - 搏派：王祖藍 飾 都吻俊（模仿都敏俊 (金秀賢飾)）、張致恆 飾 千頌B 扮嘢新力軍： - 彭永琛 模仿 肥媽——《友誼之光》 - 加入狂派 - 許家傑 模仿 步驚雲——《驚變》 - 進入扮嘢回收箱 孤獨評判團：麥玲玲、李家仁 | 狂派     |
| 04   | 8月17日  | 「A貨」巨星演唱會          | 狂派： - 王俊棠 飾 杜德米（模仿杜德偉）、陳明恩 飾 莎莉（模仿葉倩文）——《信自己》 - 魯振順 飾 羅記（模仿羅文）、張振朗 飾 朗仙妺、彭永琛 飾 琛仙妺——《紅棉》 - 薛家燕 飾 歐陽威威 （模仿歐陽菲菲）、鄭世豪、王維德——《熱情的沙漠》 搏派： - 蝦 頭 飾 阿蕉(米芝蓮)（模仿鍾欣潼 (阿嬌)(Gillian)）、鄭欣宜 飾 阿茶(莎蓮)（模仿蔡卓妍 (阿Sa)(Charlene)） 合飾 癲s（模仿Twins）——《明餓暗戀Gathering》（原曲：《明愛暗戀補習社》） - 張致恆 飾 阿王（模仿郭富城）——《國王的新歌》 - 小 寶 飾 容祖肥（模仿容祖兒）——《隆重登場》 扮嘢新力軍： - 周子揚 模仿 劉德華——《忘情水》 - 加入搏派 - 范振鋒 模仿 劉德華——《如果有一天》 - 進入扮嘢回收箱 孤獨評判團：田蕊妮 | 搏派     |
| 05   | 9月7日   | 卡通人物大激鬥             | 狂派： - 張振朗(變身前)、Bob(變身後) 合飾 變形俠醫（模仿綠巨人）——《我是憤怒》 - 薛家燕 飾 月野燕（模仿月野兔 (曾佩儀配音)）、何傲兒 飾 火野美麗（模仿火野玲 (盧素娟配音)）、沈卓盈 飾 水鴨阿美（模仿水野亞美 (梁少霞配音)）——《美少女戰士》 - 魯振順 飾 大志偉（模仿大空翼 (袁淑珍配音)）、王俊棠 飾 小志長（模仿日向小次郎 (馮錦堂配音)）、鄭世豪 飾 林源花（模仿若林源三 (林保全配音)）、Bob 飾 足球（模仿足球）——《足球小將》 搏派： - 小寶 飾 功夫小熊貓（模仿阿寶 (陳奕迅配音)）——《功夫小熊貓》 - 蝦 頭 飾 小地毯（模仿小忌廉 (孫明貞配音)）、何遠東 飾 俊輕（模仿俊興 (馮錦堂配音)）——《我係小忌廉》 - 王祖藍 飾 矮仙人（模仿龜仙人）、姚兵 飾 唔通（模仿孫悟空）、鄭欣宜 飾 魔人布甸（模仿魔人布歐）、何遠東 飾 扮王（模仿界王）——《龍珠》 扮嘢新力軍： - 溫 超 模仿 周星馳——《同是天涯淪落人》 - 加入搏派 孤獨評判團：譚玉瑛、麥長青 | 狂派     |
| 06   | 9月14日  | 國際巨星大匯演             | 狂派： - 王俊棠、王維德、魯振順 飾 卡拉美容室（模仿矢島美容室）——《卡門》 - 鄭世豪 飾 MJ（模仿邁克爾·傑克遜）、陳明恩 飾 MJ（模仿邁克爾·傑克遜）——《Smooth Criminal/Beat It》 - 溫 超 飾 哥哥（模仿張國榮）——《Monica》 搏派： - 何遠東、陳芷尤、劉溫馨、林穎彤 飾 四個金瓜（模仿四朵金花：順序為沈殿霞、王愛明、汪明荃、張德蘭 ）——《四朵金花》 - 蝦 頭 飾 阿妹（模仿張惠妹）——《Bad Boy》 - 鄭欣宜 飾 沙連跌Watt（模仿席琳·狄翁）、周子揚 飾 Jack（模仿Jack Dawson）、小寶 飾 Rose（模仿Rose DeWitt Bukater）——《My Heart Will Go On》 扮嘢新力軍： - 赖慰玲 模仿 鄭秀文——《信者得愛》 - 加入搏派 孤獨評判團：陳法拉 | 搏派     |
| 07   | 9月21日  | 重口味「咖啡」大「曬冷」   | 狂派： - 王俊棠 飾 阿D（模仿鍾鎮濤）、王維德 飾 阿祥（模仿葉智強）、鄭世豪 飾 塵友（模仿陳友）、張振朗 飾 阿輪（模仿譚詠麟）、彭永琛 飾 彭健琛（模仿彭健新） 合飾 雲喱拿（模仿溫拿樂隊）——《齊心就事成》 - 魯振順 飾 李滔 （模仿李滔）、何廣沛 飾 何栢誠 （模仿何栢誠）、陳華鑫、梁茵 合飾 拾金社（模仿拾音社）——《Kiss Kiss Kiss》 - 薛家燕 飾 阿姐（模仿汪明荃）、王俊棠、魯振順、王維德、鄭世豪、張振朗、彭永琛、何廣沛——《熱咖啡》 搏派： - 蝦 頭 飾 梅豔蝦（模仿梅豔芳）、王祖藍、鄭欣宜、姚兵、林穎彤——《風的季節》 - 泰 臣 飾 蜜瓜（模仿光頭佬 (麥嘉 飾)）、周子揚 飾 King Kong（模仿KING KONG (許冠傑 飾)）合飾 最佳拍檔（模仿最佳拍檔）——《最佳拍檔》 - 王祖藍、赖慰玲、陳芷尤 飾 Espresso （模仿林芊妤）——《Hot Coffee》（原曲：《熱咖啡》） 扮嘢新力軍： - 王梓軒 模仿 王力宏——《龍的傳人》 - 加入狂派 - 釗峰@C AllStar 模仿 古巨基——《愛與誠》、 King@C AllStar 模仿 林子祥——《千億個夜晚》、 On仔@C AllStar 模仿 郭富城——《愛的呼喚》、Jase@C AllStar 模仿 陳小春 － 加入搏派 孤獨評判團：郭晉安 | 搏派     |
| 08   | 10月5日  | 「男神」vs「美人」         | 狂派： - 王俊棠 飾 吳建錢（模仿吳建豪）、張振朗 飾 弟弟（模仿周渝民）、彭永琛 飾 朱咁癲（模仿朱孝天）、林盛斌 飾 言盛Bob（模仿言承旭） 合飾 A4（模仿F4） —— 《流星雨》 - 王維德 飾 發哥（模仿周潤發）、鄭世豪、魯振順 —— 《飛砂風中轉》 - 李亞男 飾 蔡依男（模仿蔡依林） —— 《唇唇欲動》 搏派： - 蝦 頭 飾 阿花（模仿邱念恩（Elfa））、鄭欣宜 飾 Shan（模仿吳思佳（Shin））、小寶 飾 Oil（模仿黃佳宜（Oli））、馬蹄露 飾 Nuta（模仿陳苑澄（Nata）） 合飾 Big One（模仿As One）——《Catch Me Up》 - 泰 臣 模仿 呂奇（梁家輝 飾）、赖慰玲 模仿 豔芬（黃韻詩 飾）、 周子揚、姚兵 —— 《黑玫瑰》 - 王祖藍 飾 小光（模仿方力申）、蝦 頭 飾 鄧麗奀(Step肥)（模仿鄧麗欣(Stephy)） ——《好心好報》 扮嘢新力軍： - 莫家淦 模仿 張國榮 —— 《當年情》 - 加入搏派 - 黃建東 模仿 羅文 —— 《激光中》 - 加入狂派 孤獨評判團：阮小儀、方力申 | 狂派     |
| 09   | 10月12日 | 「沒女」招親大派對         | 狂派： - 王俊棠、王維德、魯振順、鄭世豪、黃建東、何廣沛 飾 Village Buddies（模仿村民）——《YMCA》 - 彭永琛 飾 狂傑（模仿王傑）、張振朗 飾 謝檸檬（模仿謝霆鋒）——《誰明浪子心/玉蝴蝶》 搏派： - 天堂鳥：葉灝基（Gordon） 飾 污Wei康（模仿胡渭康）、許俊豪（Lincoln） 飾 酸梅湯（模仿孫明光）、歐鎮源（Tyrese） 飾 Lam俐（模仿林利）合飾 小獅隊（模仿小虎隊）——《忍著淚說Goodbye》 - 王祖藍 飾 豬主席（模仿朱壽仁）、彭家麗 —— 《從不喜歡孤單一個》 特別嘉賓：彭家麗 ——《從今喜歡孤單一個》 模仿趣劇《倩女也招親》： - 狂派：薛家燕 飾 聖婆煩（模仿羅蘭）、王俊棠 飾 捉鬼霞（模仿燕赤霞 (午馬飾)）、溫超 飾 回魂Leon（模仿Leon (周星馳飾)）、沈卓盈 飾 姥姥（模仿姥姥 (劉兆銘飾)） - 搏派：莫家淦飾 唔睬神（模仿寧采臣 (張國榮飾)）、周子揚 飾 狼人（模仿金鋼狼）、王祖藍 飾 小倩／Meggie（模仿聶小倩 (王祖賢飾)／《沒女大翻身》Meggie） 扮嘢新力軍： - 馮子森 模仿 郭富城 —— 《我為何讓你走》 - 加入狂派 - 黃耀英 模仿 梁漢文 —— 《懶音歌》 - 加入搏派 孤獨評判團：郭偉亮、葉佩雯 | 搏派     |
| 10   | 10月19日 | 扮嘢王終極鬥法             | 狂派： - 魯振順 飾 鄭魯秋（模仿鄭少秋）——《笑看風雲》 - 鄭世豪 飾 MJ（模仿邁克爾·傑克遜）——《Beat It》 - 張振朗 飾 張至冧（模仿張智霖）——《你太善良》 - 彭永琛 （模仿肥媽）、鄭世豪 （模仿肥媽）、薛家燕 （模仿肥媽）、肥媽——《要爭取快樂》、《南屏晚鐘》 - 張振朗 飾 哥哥（模仿 張國榮）—— 《追》 - 魯振順 飾 羅記（模仿羅文）——《小李飛刀》 搏派： - 蝦 頭 飾 一番娜（模仿王菀之）——《牛雜》（原曲：《留白》） - 泰 臣 飾 搵光（模仿尹光）——《荷里活大酒店》 - 鄭欣宜 飾 技安Say（模仿碧昂絲·諾利斯）、小寶 飾 Fat D Gaga（模仿Lady Gaga）——《Telephone》 - 天堂鳥：葉灝基（Gordon） 飾 菜一墊（模仿蔡一智）、許俊豪（Lincoln） 飾 菜一碟（模仿蔡一傑）、歐鎮源（Tyrese） 飾 蘇至咸（模仿蘇志威）合飾 嫂蜢（模仿草蜢）——《失戀（泰文版）》 - 鄭欣宜 飾 杜麗瓜（模仿杜麗莎）、杜麗莎 ——《仍然記得嗰一次》 - 王祖藍 飾 張惡友（模仿張學友）、杜麗莎 ——《愛是永恒》 - 張致恆 飾 Danny（模仿陳百強）——《一生何求》 - 蝦 頭 飾 梅姐（模仿梅豔芳）、天堂鳥 飾 嫂蜢（模仿草蜢）——《將冰山劈開》 - 泰 臣 飾 霑叔（模仿黃霑）——《江山如此多FUN》 - 周子揚 飾 家駒（模仿黃家駒）——《光輝歲月》 特別嘉賓：杜麗莎 ——《假如》 狂派搏派混合： - 王俊棠 飾 Hi 5 德（模仿劉賢德） 、彭永琛 飾 L拔（模仿雷有曜） 、周子揚 飾 Pat直（模仿雷有暉） 、姚兵 飾 Kaly湯（模仿唐奕聰） 、張致恆 飾 Joe姨（模仿鄧建明）合飾 太勁（模仿太極樂隊） ——《紅色跑車》 - 陳芷尤 飾 Yummy（模仿陳穎欣） 、劉溫馨 飾 Subwonla（模仿吳嘉熙） 、林穎彤 飾 Aba（模仿趙慧珊） 、何傲兒 飾 High D（模仿李靜儀） 、陳明恩 飾 Jackica（模仿蔡明芳）合飾 Supper Girls（模仿Super Girls）、Super Girls ——《鎂光燈下》 - 李豪 飾 吳酸（模仿吳尊） 、莫家淦 飾 汪東星（模仿汪東城） 、何廣沛 飾 炎阿倫（模仿炎亞綸）、黃耀英 飾 神亦瘀（模仿辰亦儒）合飾 飛落海（模仿飛輪海） ——《出神入化》 - 薛家燕 飾 葉得閒（模仿葉德嫻）、C AllStar ——《明星》 扮嘢回收箱： - 方紹聰 飾 劉以發（模仿劉以達） 、范振鋒 飾 明哥（模仿黃耀明）合飾 疊成七塊（模仿達明一派） ——《石頭記》 孤獨評判團：森美 、黃翠如 | 狂派     |

## 得分

### 狂派
| 集數 | 第一回合 | 第二回合 | 第三回合 | 孤獨評判團 | 扮嘢生力軍 | 總分   |
| 1    | 42       | 40       | 不適用   | 51         | 82         | 215    |
| 2    | 58       | 29       | 56       | 52         | 40         | 235    |
| 3    | 32       | 64       | 65       | 48         | 62         | 271    |
| 4    | 41       | 74       | 51       | 45         | 0          | 211    |
| 5    | 57       | 67       | 43       | 55         | 93         | 315    |
| 6    | 45       | 57       | 64       | 50.01      | 0          | 216.01 |
| 7    | 21       | 45       | 56       | 51         | 50         | 223    |
| 8    | 48       | 49       | 77       | 60         | 34         | 266    |
| 9    | 44       | 71       | 28       | 58         | 41         | 242    |
| 10   | 38       | 38       | 38       | 98         | 不適用     | 136    |

### 搏派
| 集數 | 第一回合 | 第二回合 | 第三回合 | 孤獨評判團 | 扮嘢生力軍 | 總分   |
| 1    | 58       | 60       | 不適用   | 49         | 0          | 167    |
| 2    | 42       | 71       | 44       | 48         | 60         | 265    |
| 3    | 68       | 36       | 35       | 52         | 0          | 191    |
| 4    | 59       | 26       | 49       | 55         | 61         | 250    |
| 5    | 43       | 33       | 57       | 45         | 0          | 178    |
| 6    | 55       | 43       | 36       | 49.99      | 50         | 233.99 |
| 7    | 79       | 55       | 44       | 49         | 50         | 277    |
| 8    | 52       | 51       | 23       | 40         | 66         | 232    |
| 9    | 56       | 29       | 72       | 42         | 59         | 258    |
| 10   | 62       | 62       | 62       | 2          | 不適用     | 64     |

備註
- 粗體表示該派勝出

## 記事
- 2014年7月5日：拜神及錄影。[1][2]
- 2014年8月24日：由于播映《2014香港小姐竞选准决赛》，本节目暂停播映。
- 2014年8月31日：由于播映《2014香港小姐竞选决赛》，本节目暂停播映。
- 2014年9月28日：由于突發佔領中環事件，翡翠台當日有多檔節目要提前或延後播出，本节目暂停播映。

## 收視
以下為本節目於香港無綫電視翡翠台、高清翡翠台之收視紀錄：
| 集數 | 日期           | 平均收視 |
| 01   | 2014年7月27日  | 27點     |
| 02   | 2014年8月3日   | 23點     |
| 03   | 2014年8月10日  | 26點     |
| 04   | 2014年8月17日  | 25點     |
| 05   | 2014年9月7日   | 23點     |
| 06   | 2014年9月14日  | 24點     |
| 07   | 2014年9月21日  | 21點     |
| 08   | 2014年10月5日  | 22點     |
| 09   | 2014年10月12日 | 23點     |
| 10   | 2014年10月19日 | 28點     |

## 獎項

### 星和無綫電視大獎2014
| 獎項                      | 獲奬單位       |
| ------------------------- | -------------- |
| 「我最愛TVB綜藝資訊節目」 | Sunday扮嘢王   |
| 「我最愛TVB綜藝節目主持」 | 薛家燕、王祖藍 |

### TVB 馬來西亞星光薈萃頒獎典禮2014
| 獎項                  | 獲奬單位       |
| --------------------- | -------------- |
| 「最喜愛TVB綜藝節目」 | Sunday扮嘢王   |
| 「最喜愛TVB節目主持」 | 薛家燕、王祖藍 |

### 萬千星輝頒獎典禮2014
| 獎項             | 獲奬單位       |
| ---------------- | -------------- |
| 「最佳綜藝節目」 | Sunday扮嘢王   |
| 「最佳節目主持」 | 薛家燕、王祖藍 |

## 外部連結
- 無綫電視節目網頁 - Sunday扮嘢王（页面存档备份，存于）

## 電視節目的變遷
| 香港無綫電視翡翠台、高清翡翠台 星期日 21:00-22:00 時段 · 8月24日、31日及9月28日[a]暫停播映 | 香港無綫電視翡翠台、高清翡翠台 星期日 21:00-22:00 時段 · 8月24日、31日及9月28日[a]暫停播映 | 香港無綫電視翡翠台、高清翡翠台 星期日 21:00-22:00 時段 · 8月24日、31日及9月28日[a]暫停播映 |
| ------------------------------------------------------------------------------------------ | ------------------------------------------------------------------------------------------ | ------------------------------------------------------------------------------------------ |
|                                                                                            | Sunday扮嘢王 （2014.07.27－2014.10.12）                                                    |                                                                                            |
| 快樂聯盟 （第5-11集） （2014.06.08－2014.07.20）                                           | 飛虎II （2014.10.19－2014.12.21） （21:00-23:00）                                          |                                                                                            |
| 香港無綫電視翡翠台、高清翡翠台 星期日 20:00-21:00 時段                                     |                                                                                            |                                                                                            |
| 女皇的盛宴 （2014.08.31－2014.10.12）                                                      | Sunday扮嘢王 （2014.10.19）                                                                | 女皇的盛宴 （2014.10.26－）                                                                |
| 香港無綫電視翡翠台 星期日 14:15-15:15 時段                                                 |                                                                                            |                                                                                            |
| 道地星期日影院：煎釀叄寶 （2017.01.01） （13:15-15:15）                                    | Sunday扮嘢王 （2017.01.08－2017.03.19）                                                    | 2017行政長官選舉點票直擊 （2017.03.26） （13:15-15:15）                                    |

^ 無綫電視就佔領中環事宜之臨時節目調動